# Qasr al-Jahúd

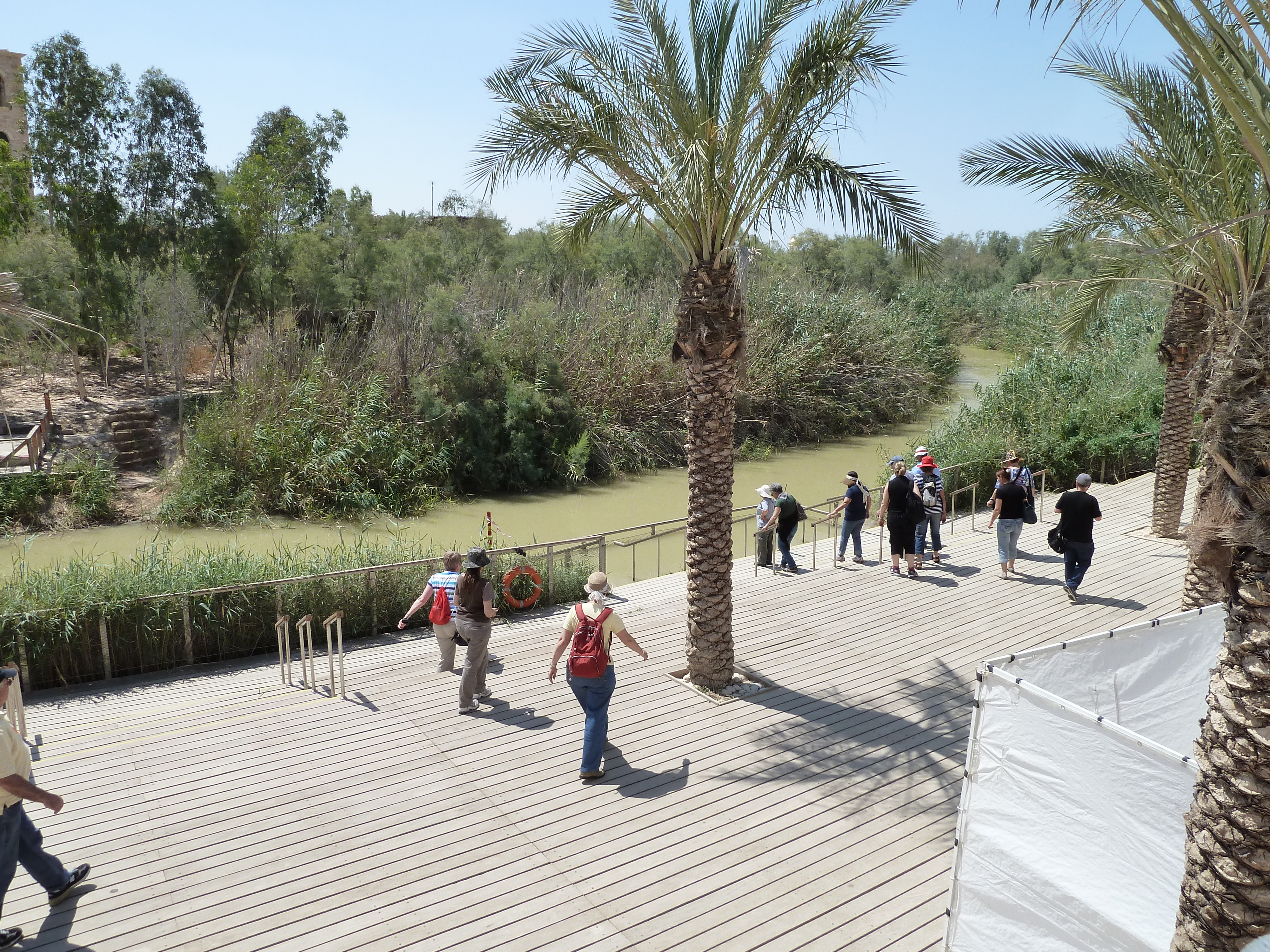
Qasr al-Jahúd

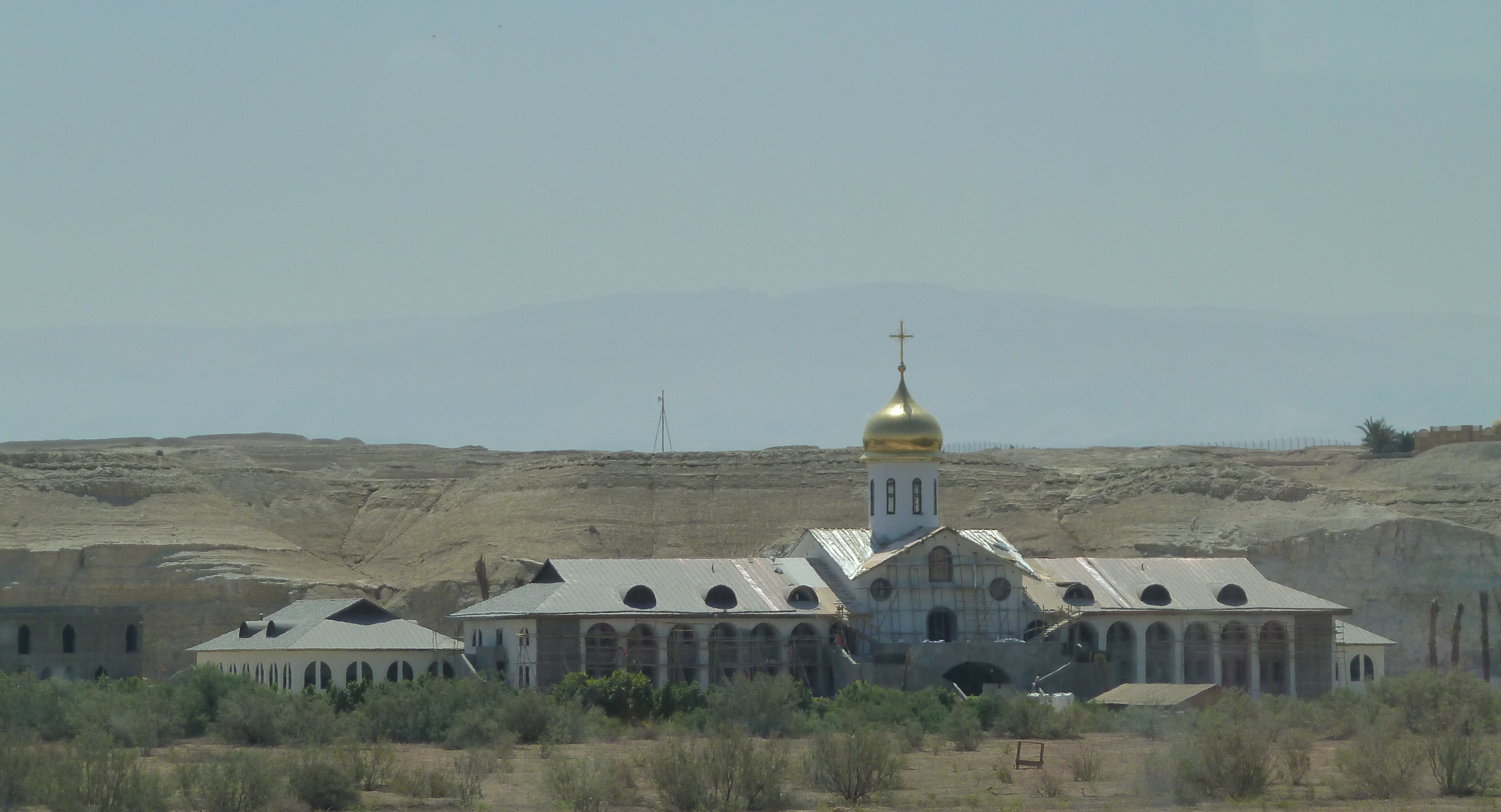
Pravoslavný klášter, po němž je lokalita pojmenována

Qasr al-Jahúd, někdy též Kasr al-Jahúd (hebrejsky קאסר אל-יהוד, Kasr al-Jehud, arabsky قصر اليهود, v překladu „Židovský palác“ nebo přesněji „Palác Židů“), je lokalita jihovýchodně od Jericha u řeky Jordán na Západním břehu, kde podle tradice Jan Křtitel pokřtil Ježíše Krista. Podle jiných však ke křtu nedošlo na tomto místě, nýbrž u protějšího břehu v dnešním Jordánsku, v místech zvaných al-Maghtas u vádí al-Charrar.
Název pochází od nedalekého pravoslavného kláštera, který byl na tomto místě postaven ve 4. století a později byl několikrát zničen a znovu vybudován. Oblast byla od šestidenní války v roce 1967 uzavřena; v 80. letech 20. století zpřístupnila izraelská armáda úzký koridor, kterým mohli místo navštěvovat předem objednané skupiny věřících. Po odminování okolního území bylo místo v létě 2011 zcela zpřístupněno veřejnosti.